# Дремлюга Володимир Олександрович
Володи́мир Олекса́ндрович Дремлюга (рос. Владимир Александрович Дремлюга; 19 січня 1940, Саратов, Російська РФСР — 26 травня 2015) — радянський дисидент, учасник демонстрація 25 серпня 1968 року на Красній площі в Москві проти вторгнення радянських військ до Чехословаччини.
Навчався в Ленінградському університеті, був виключений за «негідну поведінку, що ганьбить звання радянського студента». Працював електриком на залізниці.
За участь у демонстрації проти введення військ до Чехословаччини був засуджений до трьох років колонії загального режиму. В кінці першого терміну був повторно засуджений за антирадянські висловлювання в бесідах з іншими ув'язненими і дістав ще три роки. Під загрозою ще одного терміну був змушений підписати «покаянного листа», фрагменти якого були опубліковані в газеті «Соціалістична Якутія».
Емігрував з СРСР в США в 1974 році удвох з дружиною в Джерсі-Сіті, штат Нью-Джерсі.
У 2005-му взяв участь у зйомках документального фільму «Вони вибирали свободу».